# Flers-sur-Noye
Flers-sur-Noye – miejscowość i gmina we Francji, w regionie Hauts-de-France, w departamencie Somma.
Według danych na rok 1990 gminę zamieszkiwało 299 osób, a gęstość zaludnienia wynosiła 64 osoby/km² (wśród 2293 gmin Pikardii Flers-sur-Noye plasuje się na 701. miejscu pod względem liczby ludności, natomiast pod względem powierzchni na miejscu 907.).